# Людвигсбург (район)
Людвигсбург (нем. Ludwigsburg) — район в Германии. Центр района — город Людвигсбург. Район входит в землю Баден-Вюртемберг. Подчинён административному округу Штутгарт . Занимает площадь 686,82 км². Население — 513 819 чел. Плотность населения — 748 человек/км².
Официальный код района — 08 1 18.
Район подразделяется на 39 общин.

## Города и общины

### Города
1. Асперг (12 842)
2. Безигхайм (11 797)
3. Битигхайм-Биссинген (42 022)
4. Бённигхайм (7 454)
5. Дитцинген (24 215)
6. Фрайберг-на-Неккаре (15 470)
7. Герлинген (18 996)
8. Гросботтвар (8 381)
9. Корнталь-Мюнхинген (18 080)
10. Корнвестхайм (30 689)
11. Людвигсбург (87 703)
12. Марбах-на-Неккаре (15 527)
13. Маркгрёнинген (14 483)
14. Оберриксинген (3 015)
15. Ремзек-на-Неккаре (22 437)
16. Заксенхайм (17 211)
17. Штайнхайм-на-Муре (11 595)
18. Файхинген-на-Энце (28 898)

### Общины
1. Аффальтербах (4 651)
2. Беннинген-на-Неккаре (5 427)
3. Эбердинген (6 499)
4. Эрдманнхаузен (4 891)
5. Эрлигхайм (2 732)
6. Фройденталь (2 388)
7. Геммригхайм (4 059)
8. Хемминген (7 631)
9. Хессигхайм (2 225)
10. Ингерсхайм (6 025)
11. Кирхгайм-на-Неккаре (5 195)
12. Лёхгау (5 350)
13. Мёглинген (10 428)
14. Мундельсхайм (3 188)
15. Мур (6 047)
16. Оберстенфельд (8 056)
17. Плайдельсхайм (6 259)
18. Швибердинген (10 720)
19. Зерсхайм (5 134)
20. Тамм (12 112)
21. Вальхайм (3 038)